# Human After All
Human After All (en español: Humano después de todo) es el tercer álbum de estudio del dúo francés de música electrónica Daft Punk, lanzado el 14 de marzo de 2005. Con este álbum, Daft Punk aplica minimalismo y rock a su estilo musical de French house. Recibió críticas mixtas, resaltando su seis semanas de creación, que es particularmente corto comparado con sus álbumes anteriores Discovery y Homework.

## Concepción
La edición japonesa de la carátula del álbum incluye una cita de los Daft Punk, que dice: «Creemos que Human After All habla por sí mismo». En una posterior declaración, Daft Punk consideraron a Human After All ser su álbum favorito de los cuatro en su carrera, y considerándolo como «pura improvisación». La breve creación y la producción mínima del álbum ha sido decidido de antemano como contraparte de sus álbumes anteriores. Como Thomas Bangalter declara: «Estuvimos definitivamente seducidos en el momento por la idea de hacer una opuesto de Discovery». Bangalter también afirmó que el álbum fue creado principalmente con dos guitarras y una caja de ritmos. Es más, fue producido en dos semanas y mezclada en cuatro, una sesión en un agudo contraste con su material más viejo.
Bangalter dijo que Human After All es un intento en descubrir donde los sentimientos humanos residen en la música. Sintió que «el tercer álbum habla sobre los sentimientos asociados al miedo y la paranoia... La grabación no tiene la intención de hacerte sentir bien». Cuando cuestionaron la positiva reacción del uso de las pistas de los performances en vivo de los Daft Punk, Bangalter expresó que «Human After All fue música que queríamos hacer en el momento hecho. Siempre hemos sentido que había una conexión lógica entre nuestros tres álbumes, y es genial ver que la gente parece darse cuenta cuando se oye en vivo».
La carátula de Human After All incluye el logo de los Daft Punk mostrado en una pantalla de televisión. Cada sencillo del álbum («Robot Rock», «Technologic», «Human After All» y «The Prime Time of Your Life») incluye una carátula con una imagen diferente en una pantalla similar. Esta temática televisiva es también con las pistas del álbum, incluyendo «On/Off» y «Television Rules the Nation».

## Recepción
Cuando el álbum fue filtrado en Internet varios meses antes de su lanzamiento, los fanes especularon que fue un falso diseño para frustrar los intercambios de archivos en línea. Los reseñas notaron que las pistas del álbum eran excesivamente repetitivos y de calidad primaria. Los críticos sintieron que, a pesar de la reafirmación de la humanidad sugerida en su título, el álbum permanece abiertamente mecánico. Una reseña en Stylus Magazine explica que «es la misma historia, pista por pista, deliberadamente distorsionada con alternaciones y variaciones, intensificada por el desarrollo y lo dinámico. En otras palabras, un brillante ejemplo de nave musical pop del siglo XXI».
La gira Alive 2006/2007, que incluye pistas de Human After All, causó que la gente reconsidere lo que ellos siente por el álbum. Pedro Winter, el gerente de los Daft Punk en ese tiempo, dijo: «Cuando sacamos Human After All, recibí varias reacciones malas como "Es tan repetitivo", "No hay nada nuevo. Los Daft Punk solían ser buenos". Entonces ellos regresaron a la luz del espectáculo, y todos cerraron sus bocas... Incluso, la gente se disculpo como "¿Como podía sacar prejuicios de los Daft Punk?" El show en vivo cambió todo. Incluso, si formo parte de esto, me gusta dar un paso atrás y admirar esto. Yo, lloraba...»
Human After All fue nominada para los premios Grammy 2006 por «Best Electronic/Dance Album».

## Lista de canciones
Todas las canciones escritas por Bangalter y Guy-Manuel de Homem-Christo excepto donde se indique.
| N.º | Título                                                              | Duración |  |
| 1.  | «Human After All»                                                   | 5:19     |  |
| 2.  | «The Prime Time of Your Life»                                       | 4:23     |  |
| 3.  | «Robot Rock (Bangalter, Guy-Manuel de Homem-Christo, Kae Williams)» | 4:47     |  |
| 4.  | «Steam Machine»                                                     | 5:22     |  |
| 5.  | «Make Love»                                                         | 4:48     |  |
| 6.  | «The Brainwasher»                                                   | 4:08     |  |
| 7.  | «On/Off»                                                            | 0:19     |  |
| 8.  | «Television Rules the Nation»                                       | 4:47     |  |
| 9.  | «Technologic»                                                       | 4:44     |  |
| 10. | «Emotion»                                                           | 6:57     |  |

## Human After All (Remixes)
Human After All (Remixes)  fue lanzado en el 29 de marzo de 2006 en exclusiva para Japón. Cuenta con numerosas remezclas anteriormente no disponibles en CD en una acuciante limitada de 3.000 copias. Una edición limitada del álbum incluye un conjunto de Daft Punk Kubrick. El álbum implementa un sistema de control de copia. La pista 10 se tituló con anterioridad "Robot Rock (Maximum Overdrive)" en el único lanzamiento de "Robot Rock".
En junio de 2014, una reedición del álbum fue lanzado, también exclusivo de Japón. La nueva edición cuenta con cuatro "bonus tracks" adicionales. En agosto de 2014, Daft Punk en silencio le dio al álbum su primer lanzamiento digital, internacional, que contiene una remezcla adicional de "Technologic" por Le Knight Club.
1. «Robot Rock» (Soulwax Remix) – 6:31
2. «Human After All» (SebastiAn Remix) – 4:48
3. «Technologic» (Peaches No Logic Remix) – 4:38
4. «Brainwasher» (Erol Alkan's Horrorhouse dub) – 6:05
5. «Prime Time of Your Life» (Para One Remix) – 3:52
6. «Human After All» («Guy-Man After All» Justice Remix) – 4:01
7. «Technologic» (Digitalism's Highway to Paris Remix) – 6:01
8. «Human After All» (Alter Ego Remix) – 9:26
9. «Technologic» (Vitalic Remix) – 5:27
10. «Robot Rock» (Daft Punk Maximum Overdrive mix) – 5:54

Bonus Tracks (Versión 2014)
1. «Human After All» (The Juan Mclean Remix) – 6:43
2. «Technologic» (Basement Jaxx Kontrol Mixx) – 5:31
3. «Technologic» (Liquid Twins Remix) – 4:10
4. «Human After All» (Emperor Machine Version) – 6:03

Bonus iTunes
1. «Technologic» (Knight Club Remix) – 5:28

## Personal
- Daft Punk — Guitarras, teclado, sampleo, vocoders, vocales, caja de ritmos, programación, producción
- Cédric Hervet – Coordinación de producción
- Gildas Loaëc – Coordinación de producción
- Nilesh "Nilz" Patel – Mastering